# Чубар Людмила Пантеліївна
Людмила Пантеліївна Чубар (нар. 1944, м. Маріуполь, Донецька область) — українська суддя. У вересні 1996 року на третьому (позачерговому) з'їзді суддів обрана суддею Конституційного Суду України.
Припинила повноваження судді з 19 жовтня 2005 року.

## Життєпис
Народилася в робітничій сім'ї.

### Освіта
Закінчила правознавчий факультет Харківського юридичного інституту (1970).

### Трудова діяльність
- З 1961 — діловод, секретар судового засідання, судовий виконавець Жовтневого районного суду м. Жданова.
- 1970 — обрана народним суддею.
- З 1979 — заступник начальника управління юстиції Донецького облвиконкому.
- 1980–1991 — обиралася депутатом Донецької міської та обласної Рад народних депутатів.
- 1986 — призначена головою Донецького обласного суду[1].

Брала участь у розробці проектів Конституції України, законів про судоустрій, статус суддів, Цивільного кодексу.

## Нагороди
- Заслужений юрист України (1997)[2]
- Орден «За заслуги» III ступеня (2006)[3]